# پاتریک چارنوفسکی
پاتریک چارنوفسکی (انگلیسی: Patryk Czarnowski؛ زادهٔ ۱ نوامبر ۱۹۸۵) بازیکن والیبال اهل لهستان عضو سابق تیمملی والیبال لهستان و فعلی باشگاه ونگل است. پاتریک در سال ۲۰۱۱ در جام جهانی با لهستان به قهرمانی دست یافت و در سال ۲۰۱۴ با ونگل به قهرمانی لیگ قهرمانان والیبال اروپا رسید.